# تپه جوشقان
تپه جوشقان مربوط به دوران پیش از تاریخ ایران باستان - دوره ساسانیان است و در شهرستان ساوه، شمال غرب نوبران واقع شده و این اثر در تاریخ ۱۰ آذر ۱۳۵۴ با شمارهٔ ثبت ۱۲۱۳ به‌عنوان یکی از آثار ملی ایران به ثبت رسیده است.